# Épître aux Romains
L'Épître aux Romains est une lettre du Nouveau Testament envoyée par l'apôtre Paul à l'Église de Rome.
Elle répond à un double objet. D'une part, il s'agit d'une lettre adressée aux chrétiens de Rome qui connaissaient des tensions entre partisans du maintien des rites et lois juives et les nouveaux convertis étrangers au judaïsme ; Paul mobilise donc ses frères afin de promouvoir ensemble une nouvelle évangélisation ; d'autre part, Paul expose sa vision du salut et de la foi, et insiste sur l'idée qu'ils sont tous deux ouverts aux juifs comme aux non-juifs dès lors qu'ils adhèrent au message de Jésus de Nazareth.
Rédigée dans le grec de la koinè, elle est la plus longue des épîtres de Paul et, à ce titre, figure en tête du canon néotestamentaire. Les idées qu'elle développe forment le fondement de la doctrine des Églises chrétiennes au sujet de la justification par la foi. Cette épître a joué un rôle central dans l'histoire du christianisme et représente en particulier la base de la Réforme protestante.

## Rédaction

### Date, langue et lieu de rédaction

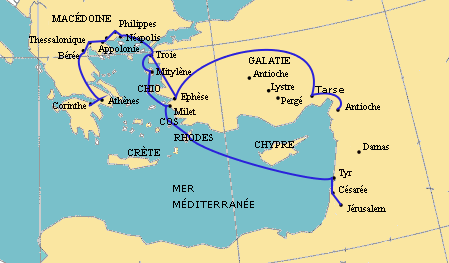
Carte du troisième voyage missionnaire (vers 54-58).

L'Épître aux Romains fait partie des sept épîtres reconnues comme authentiquement rédigées par Paul.

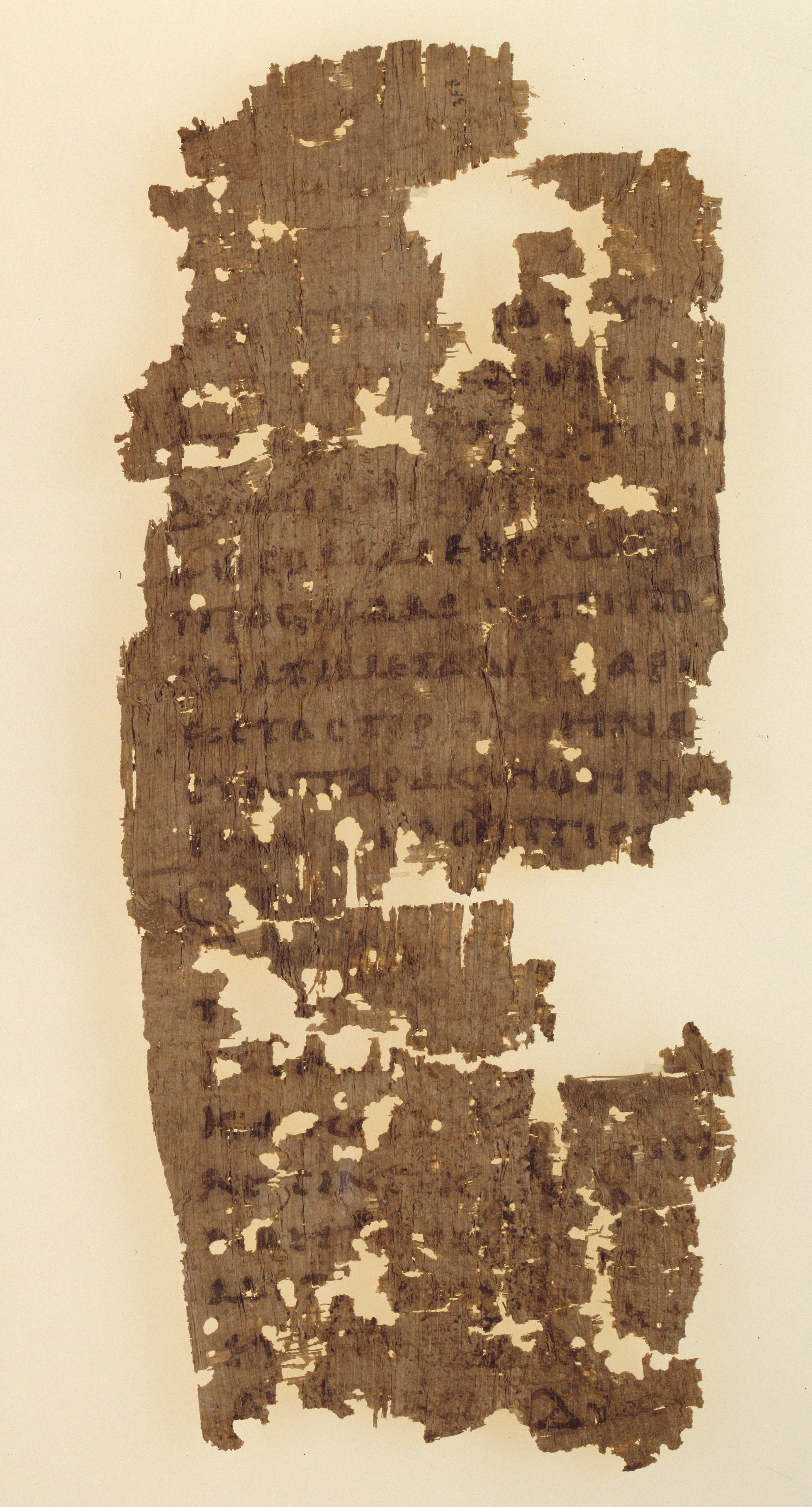
Papyrus, Oxyrhynchus, Égypte : – Épître aux Romains 1 : 1–16.

La date exacte de la rédaction n'est pas mentionnée dans la lettre, mais on peut la déduire des projets de voyage qu'elle contient. Paul anticipait sur son prochain voyage à Jérusalem. On comprend généralement que la lettre a été écrite alors que les voyages en mer étaient interrompus pendant le semestre d'hiver et qu'ils reprenaient au printemps. Néanmoins, la majorité des chercheurs datent aujourd'hui cette lettre de 55/56 après J.-C.,, peut-être un ou deux ans plus tard durant le troisième voyage missionnaire, à Corinthe où Paul passe l'hiver 57-58 (Ac 20,2-3). Il y annonce qu'il va bientôt se rendre à Jérusalem pour y porter des aumônes (Rm 15,25-28).
En faveur de Corinthe comme lieu de rédaction, il y a entre autres le fait qu'un Gaius soit mentionné dans l'épître, qui avait accueilli Paul chez lui au moment de la rédaction de la lettre. Or, ce Gaius est probablement identique au Corinthien Gaius, baptisé par Paul. Paul le désigne respectueusement comme « l'hôte de toute l'Église », ce qui signifie probablement que Gaius hébergeait des chrétiens de passage à Corinthe.
Tertius écrit la lettre sous la dictée de Paul. Phœbé de Cenchrée, où il y avait aussi une communauté chrétienne, a transmis la lettre à la communauté chrétienne à Rome. Phœbé était diacre, ce qui, d'après Wilckens, signifie probablement qu'elle y était la personne de contact pour les chrétiens qui arrivaient ou partaient et qu'elle leur offrait une aide. Or, elle avait elle-même quelque chose à faire à Rome, et elle avait besoin du soutien des chrétiens sur place. Paul demanda de l'accueillir honorablement et de l'aider après avoir été soutenu lui-même par Phœbé.
L'épître a été écrite en grec de la koinè. Paul étaye souvent ses propos par des citations de l’Ancien Testament notamment du livre d'Isaïe. Il s'appuie généralement sur la traduction grecque des Septante.

### Genre littéraire
L'épître aux Romains est une lettre d'amitié telle que l'a décrite le Pseudo-Demetrios. Les tentatives de déterminer la structure de la lettre n'ont pas donné de résultats universellement reconnus. Mais si on part de Romains 1,16–17, il devient clair que ces versets font office de propositio qui indique le thème de l'ensemble de la lettre.
Paul utilise dans certains passages la forme courante à son époque d'une diatribe, lorsqu'il écrit comme s'il répondait à des interpellations et à des critiques de sa thèse que le salut est accordé par la foi seule. Le texte est ainsi structuré comme une discussion entre Paul et des critiques qui lui serait formulées. La forme laisse supposer que Paul soupçonnait des malentendus sur sa théologie qu'il voulait éviter avant de venir lui-même à Rome. Au cours de la lettre, Paul change plusieurs fois d'interlocuteurs : il semble parfois s'adresser aux chrétiens juifs, puis aux chrétiens non-juifs et parfois même à l'ensemble de l’Église.
Dans différents passages, Paul recourt à d'autres genres littéraires plus spécifiques. Au chapitre 7, on reconnaît en particulier une prosopopée c'est-à-dire un discours qui consiste à donner la parole à une personne ou entité à la première personne. Ses lecteurs connaissaient ce procédé dans les drames antiques. En se glissant ainsi dans des rôles différents, Paul montrait des choses typiques et impliquait émotionnellement ses lecteurs. Comme Jésus, Paul utilise aussi le style de la parabole. Il utilise par exemple à plusieurs reprises l'image de la relation entre le maître et esclave, qui se réfère à la position de l'homme face au péché ou à la grâce. L'épître recourt aussi au genre littéraire de l'interprétation c'est-à-dire du commentaire savant des Écritures, ce qui révèle une influence du judaïsme hellénistique et des pharisiens de Jérusalem,.

### Destinataires
Le christianisme avait d'abord trouvé des adeptes à Rome parmi les nombreux juifs de la diaspora et dans les communautés synagogales juives, auxquelles se joignaient également des prosélytes et des non-juifs qualifiés de « craignant Dieu ». Mais à l'époque de l'épître aux Romains, les chrétiens n'étaient déjà plus tolérés dans les synagogues. Des conflits à ce sujet semblent avoir conduit à l'expulsion des juifs de Rome sous l'empereur Claude, comme le rapporte Suétone.
L'église de Rome à laquelle Paul écrivait comprenait aussi bien des juifs que des chrétiens non-juifs. Les premières communautés devaient déjà avoir atteint une taille considérable et être réparties sur plusieurs églises de maison, probablement indépendantes les unes des autres (Rm 16,5.10f.14f.). Le fait qu'un tiers des personnes nommées soient des femmes, comme Junia, pourrait être un indice du rôle important que jouaient les femmes dans l'Église primitive de Rome.
Le fait que les membres de l'Église devaient payer des impôts et que la plupart des noms n'étaient pas typiquement romains, suggère qu'il s'agissait d'un nom de famille. Les noms laissent penser que la plupart n'étaient pas des citoyens romains, mais des peregrini c'est-à-dire des affranchis ou des esclaves comme Narcisse.
Contrairement aux destinataires de ses autres lettres, Paul n'avait pas fondé la communauté romaine et ne la connaissait pas. Cependant, il connaissait déjà certains membres, comme Prisca et Aquila, qui avaient quitté Rome en raison de l'édit de Claude, depuis la Grèce.

## Résumé

### Thèmes

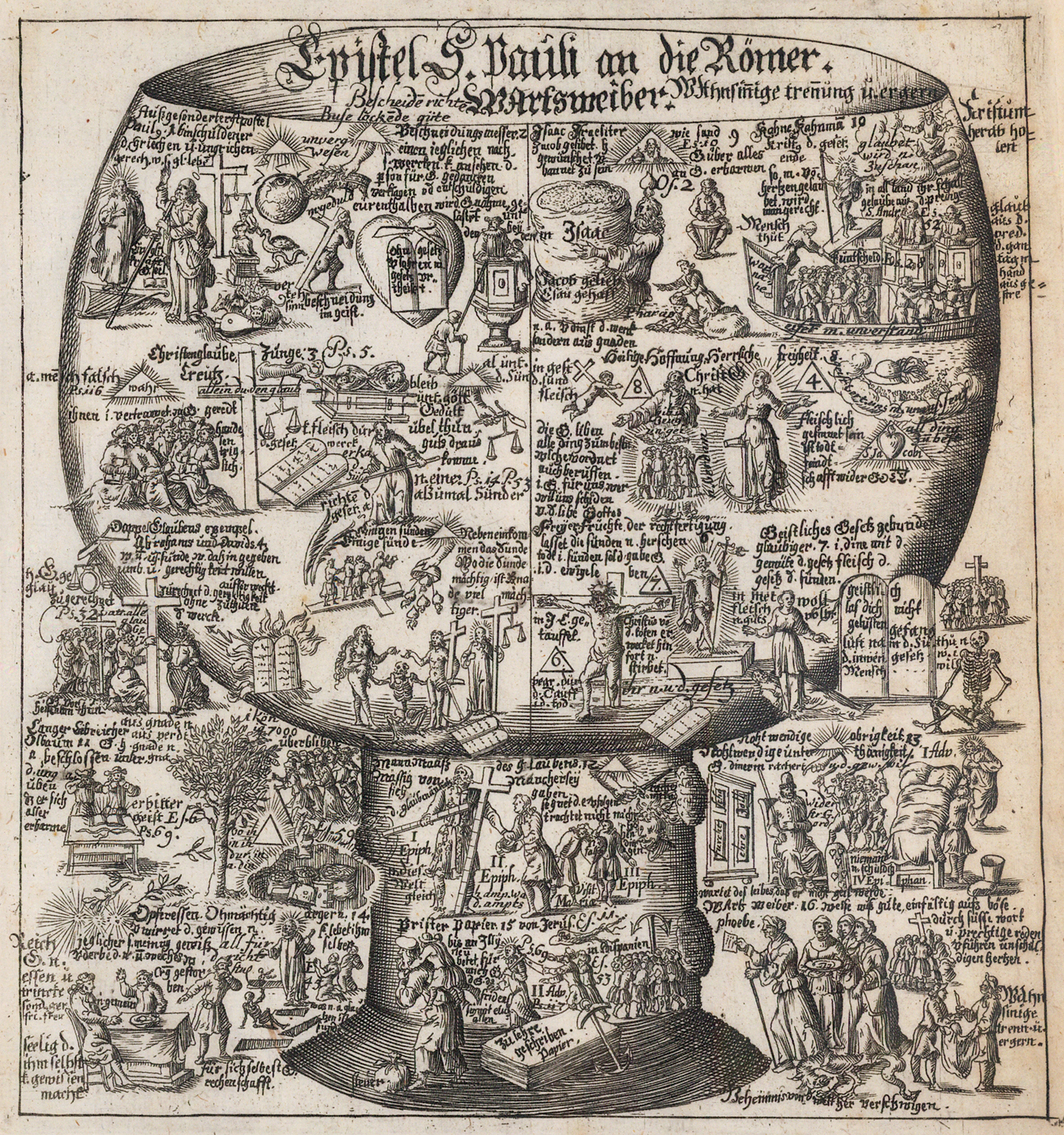
Représentation allégorique de l'Épître aux Romains, Bible de Johannes Buno, 1680.

Rome est une Église naissante, que Paul n'a pas lui-même fondée, mais à laquelle il envisage de rendre visite. À Rome, se côtoient des judéo-chrétiens et des pagano-chrétiens. Les deux communautés initialement séparées doivent apprendre à cohabiter et coopérer.
Le thème central est le caractère universel de la foi en Dieu. Juifs et non-Juifs sont déclarés justes devant Dieu par la foi en Jésus (Rm 3: 21-26). La justification : tous les êtres humains sont coupables devant Dieu et méritent sa colère (Rm 2: 1 - 3: 20), mais il y a une bonne nouvelle : la promesse de salut en Christ pour qui croit ; sa mort lave du péché dont la conséquence est la mort. (Rm 3: 21 - 5: 21) Unis à Jésus, les chrétiens expriment l'action du Saint-Esprit qui leur permet de mener une vie juste ici-bas (Rm 6-8). Enfin la réconciliation et la sensibilité à l'autre au-delà des barrières culturelles. On trouve également des conseils pour la résolution de conflits dans l'église (Rm 14: 1 - 15: 6) : prendre exemple sur Christ. (Rm 15: 1-6). Paul rappelle l'enseignement de Jésus : l'amour pour son prochain accomplit l'objectif de la loi (Rm 13: 8 - 10).
Paul souligne l'importance de l'Ancien Testament et sa continuité avec le message du Christ et redonne une place particulière au peuple d'Israël dans l'histoire du salut. Il insiste néanmoins aussi sur la portée du message de Jésus pour les non-Juifs et le rôle de la foi. Paul exhorte donc les deux communautés à s'entendre et propose une théologie à ambition universelle visant à amener les Juifs et les non-Juifs à se réunir autour de la figure de Jésus.

### Partie doctrinale
La partie doctrinale représente la première partie de la lettre et s'étend du chapitre 1 à 12. Elle se présente sous la forme d'un exposé méthodique. Paul y évoque la malédiction du péché, la détresse de l'humanité et lui oppose la justice de Dieu et sa compassion, la puissance de la grâce, la justification par la foi en Jésus-Christ, la gloire du Christ ressuscité et la force de l'action du Saint-Esprit.
Après l'exposé du salut de Dieu pour les hommes (chapitre 1 à 8), Paul examine la situation d'Israël à la lumière de l'incarnation (chapitre 9 à 11).

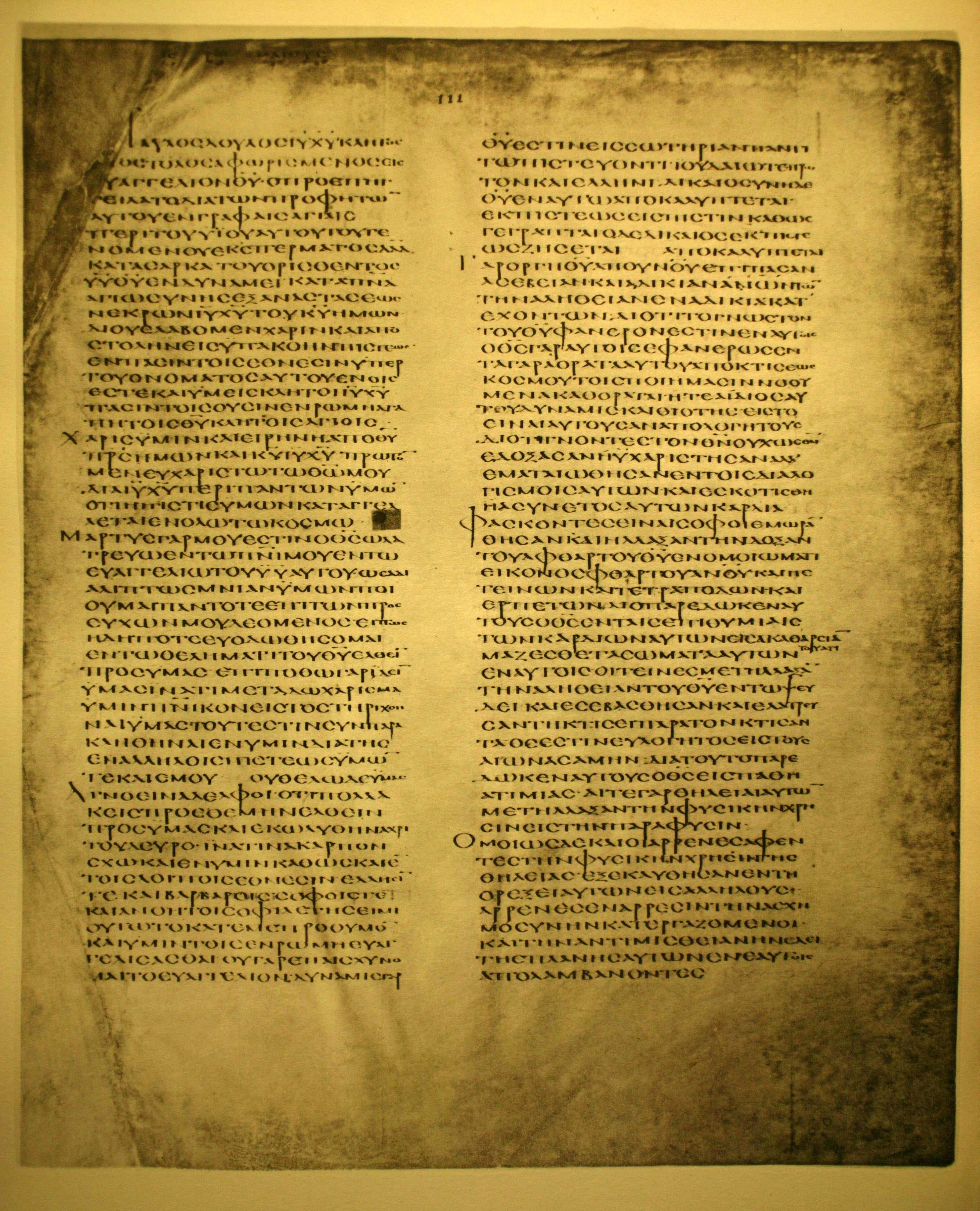
Le début de l'épître dans le Codex Alexandrinus.

### Le salut de Dieu pour les hommes (1-8)

#### L'adresse à l'Église de Rome (1,1-17)
L'épître débute par une présentation spirituelle de Paul, « serviteur de Jésus-Christ, appelé à être apôtre, mis à part pour annoncer l’Évangile de Dieu ». Il poursuit par des salutations et des actions de grâce adressées aux membres de l'Église de Rome (1,1-8). Puis l'auteur fait part de son désir de se rendre à Rome (1,9-15).
Il présente ensuite le thème principal : Dieu est venu sauver le peuple élu (les Juifs) mais aussi les païens, au moyen de l'évangile annoncé par le Christ et grâce à la foi (1,16-17).

#### La condition des hommes devant Dieu (1,18 - 3,20)
Dans un premier temps il démontre que les hommes ont besoin d'être sauvés par Dieu. Les païens notamment qui refusent de croire en lui malgré le témoignage de sa puissance créatrice. Ne se souciant pas de posséder la connaissance de Dieu, ils sont abandonnés à eux-mêmes, livrés à leur esprit insouciant, à une conduite indigne. C'est comme une punition, mais cette punition est la conséquence de l’absence d’une vraie lumière, d’un guide sûr (1,18-32). Il s'adresse ensuite à ceux qui jugent les autres à la place de Dieu pensant ainsi échapper au jugement sur leur propre conduite (2,1-6).
La vie éternelle sera pour ceux qui font le bien, qu'ils soient juifs ou païens car faire le bien ne dépend pas de l'application scrupuleuse d'une loi ni de la circoncision mais d'une disposition intérieure du cœur (2,7-29).
Quel est dans ce cas l'avantage d'être juif ? Le peuple juif a le privilège d'avoir été choisi par Dieu qui lui a confié sa Parole. Que certains ne soient pas dignes de cette confiance ne remet pas en cause la fidélité de Dieu à son peuple (3,1-8). Mais ce privilège ne rend pas les Juifs meilleurs, ils sont comme tous les hommes, sous l'empire d'une inclination à choisir le mal (3,9-18). Ainsi, la Loi révélée par Dieu permet la connaissance du péché mais son observation rigoureuse n'est pas le moyen pour avoir la vie éternelle (3,19-20).

#### Le moyen de la réconciliation entre l'homme et Dieu (3, 21 à 5, 21)
Après avoir affirmé que le péché est présent aussi bien chez ceux qui possèdent la Loi que chez les païens, Paul entreprend de montrer que la justification est indépendante de la possession de la Loi, qu'elle est « donnée par la foi en Jésus-Christ, pour tous ceux qui croient » (3, 22).
Ce n'est pas « au nom d'une loi qu'il pratiquerait » que l'homme est sauvé, mais par la foi. Si ce n'était pas le cas, Dieu serait seulement le Dieu des juifs. Or « il est aussi le Dieu des païens, puisqu'il n'y a qu'un seul Dieu » (3, 29-30). Il n'y a qu'un seul mode de justification, commun aux païens et aux juifs : la foi.
Abraham a eu foi en Dieu avant que la Loi ne soit donnée et avant sa circoncision, qui ne fut que le signe postérieur de sa foi en Dieu. Abraham est ainsi le père des circoncis et des incirconcis (4,1-12). C'est uniquement par sa foi que Dieu l'a considéré comme un juste et lui a donné le monde en héritage ; ainsi, par la foi seule, tout homme peut devenir juste devant Dieu qui a ressuscité Jésus d'entre les morts (4,13-25).
Ceux ayant la foi, grâce au Christ, sont ainsi dans l'espérance d'avoir part à la gloire de Dieu et jouissent de son amour répandu dans leur cœur par l'Esprit Saint (5,1-5). Cet amour est sans limite, car loin de punir les hommes qui ont crucifié le Christ, Il leur permet d'être sauvés par la foi (5,6-11).
Autant la mort et le péché sont la condition humaine depuis le premier homme, Adam, qui a refusé la vie avec Dieu, autant la grâce de Dieu venant du Christ, justification qui donne la vie, est répandue gratuitement et en abondance sur tous les hommes (5,12-21).

#### La grâce délivre du péché et de la Loi pour une vie nouvelle (6-8)
Par le baptême en Jésus-Christ les chrétiens marchent dans une vie nouvelle. Leur corps n'est plus soumis au péché mais il est sous l'empire de la grâce. Libéré du péché par la grâce ils sont au service de la justice, ont pour fruit la sainteté, et pour fin la vie éternelle (6).
Servant Dieu dans un esprit nouveau, les chrétiens n'ont plus besoin du régime de la Loi (7,1-6). En effet le rôle de la Loi est de canaliser les passions des péchés (7,7-25) or, l'Esprit en Jésus-Christ qui vit en nous condamne le péché qui est dans notre chair ; l'Esprit purifie, la Loi est donc inutile (8,1-8). Vivant ainsi de l'Esprit de Celui qui a ressuscité le Christ d'entre les morts, Il fera revivre nos corps mortels par ce même Esprit qui habite en nous (8,9-11). C'est à ce titre que nous sommes les enfants de Dieu et qu'il nous fera participer à sa Gloire (8,12-17). Cette espérance et les prémices de l'Esprit que nous possédons concourent déjà à notre bien et nous aident à supporter les souffrances du temps présent (8,18-30). Cet amour de Dieu manifesté par le Christ est notre bien le plus précieux (8,31-39).

### La situation d'Israël (9-11)

#### Dieu appelle tout homme à la foi, les juifs comme les non-juifs (9)
En préambule, Paul témoigne de son affection pour Israël (9,1-5). Il démontre ensuite que la grâce souveraine n'est pas liée à un avantage héréditaire mais à notre volonté d'accueillir Dieu. Ainsi, Ésaü, bien que frère jumeau de Jacob, n'a pu hériter de la bénédiction (9,6-13) car, comme Pharaon, il a endurci son cœur (9,14-18).
Dieu pouvant tout, il peut sembler qu'il crée certains hommes destinés à se perdre et d'autres à être sauvés. Or, Paul nous dit que les hommes qui choisissent la perdition n'ont pas été préparés pour cette voie à l'avance par Dieu, mais, qu'au contraire, Il les supporte avec patience (9,19-23).
Personne n'étant exclu de l'appel de la grâce de Dieu, le salut est offert à tous les hommes car il dépend de la foi et non de l'application d'une loi. Le Christ, cette « pierre d'achoppement » pour Israël, est venu le révéler (9,24-33).

#### L'évangile est pour les Juifs et les païens(Rm 10)
« La justice qui vient de la foi dit : ne pas se demander dans son cœur qui montera au ciel ou qui descendra dans l'abîme » (Rm 10: 5-7). Mais croire en la Parole de Dieu et en témoigner : « La parole est tout près de toi, dans ta bouche et dans ton cœur » (Rm10: 8). Être sauvé est possible pour tous les hommes : « Si tu reconnais publiquement de ta bouche que Jésus est Le Seigneur et si tu crois dans ton cœur que Dieu l'a ressuscité, tu seras sauvé. En effet, c'est avec le cœur que l'on croit et parvient à la justice, et c'est avec la bouche que l'on affirme une conviction et parvient au salut » (Rm 10: 9-10). « Il n'y a aucune différence entre le juif et le Grec puisqu’ils ont tous un même Seigneur, qui se montre généreux pour tous ceux qui font appel à Lui. Car quiconque invoquera le nom du Seigneur sera sauvé » (Rm 10: 12-13).

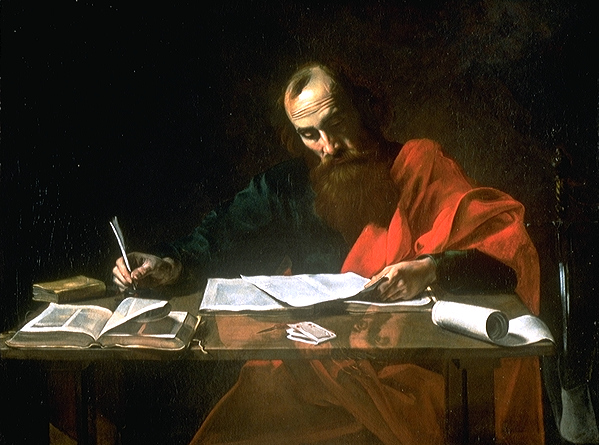
Paul rédigeant ses épîtres, par Valentin de Boulogne.

La Parole est proclamée sur toute la terre (Rm 10: 18). Mais Israël ne l'a pas compris (Rm 10,16-21), sauf une partie (Rm 11: 1-10).

#### Par la chute d'Israël, le salut est parvenu aux nations (11,11-36)
Le rejet de l'évangile par Israël a profité aux païens qui l'ont accueilli (11,11-15). Israël est comme un olivier cultivé dont des branches ont été arrachées. À leur place, des rameaux sauvages, représentant les païens, ont été greffés. C'est une grâce divine qui nous permet de bénéficier de la promesse faite à Abraham (11,16-24). Cependant choisi dès l'origine, tout Israël sera sauvé (11:26). Paul conclut cette partie par un hymne à la sagesse divine (11,33-36).

### Enseignements pratiques pour les chrétiens (12-16)
La deuxième partie de l'épître contient des enseignements pratiques pour les chrétiens (chapitre 12 à 15). Les chrétiens sont consacrés à Dieu (12,1-2) ; ils sont les membres d'un seul corps (12,3-8) et ont un devoir d'amour envers leurs frères chrétiens (12,9-16) et envers les autres hommes (12,17-21). Ils sont soumis aux autorités institutionnelles qui visent le bien commun (13,1-7).
Revêtus du Christ, ils ont pour loi l'amour du prochain (13,8-14).
Paul invite à ne pas critiquer les autres selon leurs pratiques extérieures, qui sont secondaires (14,1-18), et à choisir la communion fraternelle, afin que les forts portent plus d'égards aux faibles (14,19-15,13).
Il s'adresse enfin à ses frères de Rome pour leur faire part de sa vocation et de ses projets de visites (15,14-33). La lettre se termine par des salutations à ses frères et sœurs en Christ (16,1-16), et par un avertissement contre ceux qui sont la cause de scandales et de divisions (16,17-18).

## Réception

### Commentaire antique et médiéval
L'épître aux Romains a eu une influence sur l’histoire de l'Église comme aucun autre livre biblique. Le premier commentaire de l'épître aux Romains, qui n'existe toutefois que dans une version traduite et abrégée en latin par Rufinus, à l'exception de quelques fragments grecs, est celui d'Origène. Il y réfute entre autres les enseignements de Marcion, qui voit en Paul un adversaire de toute loi. Origène souligne plutôt la continuité entre l'Ancien et le Nouveau Testament. Le dialogue entre juifs et chrétiens est au cœur de son interprétation. Pour Origène, la vie dans l'esprit s'éprouve dans la mortification du corps terrestre par l'ascétisme.
Saint Augustin fut converti au christianisme par la lecture de l'épître aux Romains. À partir de cette épître, il développa la doctrine du péché originel, qui a eu une influence majeure sur le développement ultérieur de la doctrine chrétienne. Dans la discussion avec Pélage, il a fondé la polarité de la grâce et de la loi à partir de l'épître aux Romains. L’Épître aux Romains fut commentée par Origène, Jean Chrysostome et Théodoret de Cyr. Son interprétation fut largement débattue au Ve siècle, lors de la crise pélagienne à propos de la gratuité du salut, puis approfondie au Moyen Âge par Pierre Abélard et Thomas d'Aquin.

### Un texte essentiel du protestantisme
L'épître aux Romains est une base solide de la Réforme. Elle est centrale dans le parcours religieux personnel de Luther et plus largement c'est largement sur la notion du salut telle qu'il est exprimé par Paul dans Romains que s'appuie les Solae portant sur le salut (Sola Gratia, Sola Fide, Sola Christi).

#### Luther
Martin Luther écrit dans sa préface à l’épître aux Romains: “Cette épître est la partie la plus importante du Nouveau Testament, le plus pur Evangile. Elle est digne non seulement d’être apprise mot à mot par chaque chrétien, mais encore de devenir l’objet de sa méditation journalière, le pain quotidien de son âme. Plus on l’étudie, plus elle devient précieuse”.
De 1515 à 1517, Luther, devenu professeur à l'Université de théologie à Wittenberg en 1513, donne cours sur les épitres aux Romains et aux Galatiens. Ces lectures et les études sont parfois comparées au "Chemin de Damas" de Paul.
Des passages comme Rm 3:28 "Car nous pensons que l'homme est justifié par la foi, sans les oeuvres de la loi. "(Trad. Louis Segond), sont centrals dans l'affirmation des thèses du salut de Luther.

#### Calvin
Dans l'Institution de la religion chrétienne, Calvin développe une théologie extremement marquée directement l'exégèse et a fortiori celle de l'Epitre aux Romains. Des points du calvinisme en sont d'ailleurs des quasi-paraphrases, ce qui se comprend dans la limite où l'oeuvre de Calvin est d'abord une oeuvre d'exégete. L'Epitre aux Romains est d'ailleurs son premier commentaire, publié à 30 ans, et elle marque profondément l'oeuvre dogmatique qui ne peut etre comprise indépendemment de la méthode exégétique de Calvin qui consiste en toute chose à « découvrir l’intention de l’auteur qu’il a entrepris d’exposer ».
On voit cela dans l'Institution: « Nous sommes de pauvres pécheurs, conçus et nés dans l’iniquité et la corruption, enclins au mal, incapables de tout bien, et dans notre dépravation, nous transgressons les saints commandements de Dieu, sans cesse et sans fin » (Livre II, Chapitre 1) qui est un commentaire des Psaumes 14 et 53 repris par Paul dans Rm 3:11-18 « Il n'y a personne de juste, pas même un seul ; personne n'a de l'intelligence, personne ne cherche Dieu ; tous se sont détournés, ensemble ils se sont pervertis ; il n'en est aucun qui fasse le bien, pas même un seul. ». La doctrine que l'on appellera corruption totale, trouve justification et ne peut etre comprise que dans Rm 3:23 «Car tous ont péché et sont privés de la gloire de Dieu».
La préface du commentaire de Calvin de l'Epitre est une exposition de la méthodologie calvinienne,et romp avec certaines habitudes en imposant une exigence de fidélité qui dépend de l'idéal de brevitas et facilitas calviniens, herméneutique qui romp avec le courant d'exégèse allégorique

#### Autres commentateurs
Karl Barth a rédigé un commentaire de l'Épître aux Romains qui marque une rupture avec le libéralisme théologique et plus particulièrement la Méthode historico-critique prédominante dont il trouve la méthodologie simplement erronnée,. Dans ce commentaire il fait l'éloge de Calvin dont il veut se faire l'héritier en reprenant l'idéal de fidélité: « Avec quelle énergie [Calvin] se met-il à l’œuvre, afin de re-penser son texte après avoir constaté, lui aussi, scrupuleusement ‹ce qui s’y trouve›, autrement dit, afin d’être aux prises avec lui jusqu’à ce que le mur entre le Ier et le XVIe siècle devienne transparent, jusqu’à ce que, là-bas, l’apôtre Paul parle et qu’ici l’homme du XVIe siècle entende, jusqu’à ce que l’entretien entre le document et le lecteur soit entièrement concentré sur l’objet (qui, ici et là-bas, ne peut pas être différent !). »

Philippe Mélanchthon l'appelait le compendium theologiae christianae, le résumé de la théologie chrétienne.
John Wesley, l'un des cofondateurs du méthodisme, a vécu une conversion intérieure grâce à la Préface à l'Épître aux Romains de Luther.

### Ouvrages généralistes
- Régis Burnet, Epîtres et lettres, Ier – IIe siècle de Paul de Tarse à Polycarpe de Smyrne, Paris, Cerf, 2003, 458 p.

### Commentaires anciens
- Abélard, Expositio in epistolam ad Romanos. Lateinisch – deutsch. Römerbriefkommentar, 3 Bände (= Fontes Christiani 26). Herder, Freiburg 2000.
- Jean Calvin, Commentaires de l'épître aux Romains, 1540
- Martin Luther : Vorrede zum Römerbrief. 1522. Vandenhoeck und Ruprecht, Göttingen 1982.
- Origène, Commentarii in epistulam ad Romanos. Lateinisch und deutsch. Römerbriefkommentar, 6 Bände (= Fontes Christiani 2). Herder, Freiburg i. Br. 1990–1999.

### Ouvrages modernes
- Giorgio Agamben, Le temps qui reste : un commentaire de l'épître aux Romains.
- Karl Barth, L'Épître aux Romains, Genève, Labor et Fides, 1972, 516 p.
- Samuel Bénétreau, L'Épître de Paul aux Romains, CEB, Vaux-sur-Seine, Edifac, 1996, 1997, 2 t.
- Alain Gignac, « Introduction et notes de la Lettre aux Romains », dans Frédéric Boyer, Jean-Pierre Prévost et Marc Sévin (dir.), la Bible, Paris, Montréal, Bayard ; Médiaspaul, 2001, p. 3035-3042.
- Alain Gignac, Juifs et chrétiens à l'école de Paul de Tarse. Enjeux identitaires et éthiques d'une lecture de Rm 9-11, Montréal, Médiaspaul (Sciences bibliques; 9), 1999.
- Simon Légasse, L'Épître de Paul aux Romains, Cerf, 2002, 1 008 p.
- Dominique Martens, La justification par la foi dans Romains 3,21-26. Pas sans Dieu. Pas sans l'homme. Pas sans le Christ, coll. « Connaître la Bible », no 52, Bruxelles, Lumen Vitae, 2008, 80 p.  (ISBN 978-2-87324-340-1).
- Michel Sales, sj, Tout Israël sera sauvé : Contribution à l’intelligence d’un point essentiel de la pensée théologique du Père Gaston Fessard, Éditions jésuites/Lessius, 2018  (ISBN 978-2-87299-352-9), 836 p.
- Ekkehard W. Stegemann, Le sujet de l'épître aux Romains et Romains 9-11, dans Le déchirement, Juifs et chrétiens au premier siècle. Daniel Marguerat éditeur, 1996.

### Ouvrages en anglais et allemand
- Johann Albrecht Bengel, Gnomon. Auslegung des Neuen Testamentes in fortlaufenden Anmerkungen. Bd. 2: Briefe und Offenbarung. Stuttgart 8. Aufl. 1970, S. 1–130.
- Klaus Berger : Gottes einziger Ölbaum. Betrachtungen zum Römerbrief. Quell-Verlag, Stuttgart 1990  (ISBN 3-7918-1414-1).
- Raniero Cantalamessa : Als neuer Mensch leben. Die geistliche Botschaft des Römerbriefes. Aus dem Italienischen von Ingrid Stampa. Herder, Freiburg i. Br. 2003  (ISBN 3-451-28020-5).
- Joachim Cochlovius : Leben im Zeichen des Kreuzes. Eine Auslegung des Römerbriefs. Hänssler, Neuhausen-Stuttgart 1997  (ISBN 3-7751-2651-1).
- Walter Lüthi : Der Römerbrief. Brunnen-Verlag, Gießen u. a. 2001  (ISBN 3-7655-3711-X).
- Bruce, F. F., The Epistle of Paul to the Romans: An Introduction and Commentary, Leicester, England, Inter-Varsity Press, coll. « Tyndale New Testament Commentaries », 1983 (ISBN 0851118550)
- Dunn, J. D. G., Romans 1–8, Dallas, Texas, Word Books, Publisher, coll. « Word Bible Commentary », 1988a
- Dunn, J. D. G., Romans 9–16, Dallas, Texas, Word Books, Publisher, coll. « Word Bible Commentary », 1988b
- Joseph A. Fitzmyer, Romans: A New Translation with Introduction and Commentary, New York, Doubleday, coll. « Anchor Bible », 1993
- Eduard Lohse: Der Brief an die Römer (= Kritisch-exegetischer Kommentar über das Neue Testament 4). Vandenhoeck und Ruprecht, Göttingen 15. Aufl. (1. Aufl. dieser Auslegung) 2003  (ISBN 3-525-51630-4).
- Rudolf Pesch: Römerbrief (= Die neue Echter-Bibel 6). Echter-Verlag, Würzburg 3. Aufl. 1994  (ISBN 3-429-00844-1) (allgemeinverständlich)
- Rutherford, Graeme (1993), The Heart of Christianity: Romans [chapters] 1 to 8. Second ed. Oxford, Eng.: Bible Reading Fellowship. 248 p.  (ISBN 0-7459-2810-2)
- Stuhlmacher, Peter, Paul's Letter to the Romans: A Commentary, Westminster, John Knox Press, 1994 (ISBN 0-664-25287-7)
- Heinrich Warnecke, Die tatsächliche Romfahrt des Apostels Paulus, Stuttgart, Verlag Katholisches Bibelwerk, Stuttgarter Bibelstudien 127, 1989.
- Ulrich Wilckens: Der Brief an die Römer (= Evangelisch-Katholischer Kommentar zum Neuen Testament 6). Neukirchener Verlag, Neukirchen-Vluyn u. a. 1978–1982 (ausführlichster Kommentar)
- Volume 1: Röm 1–5, 1978 2. Aufl. 1987  (ISBN 3-545-23103-8).
- Volume 2: Röm 6–11, 1980 4. Aufl. 2003  (ISBN 3-545-23104-6).
- Volume 3: Röm 12–16, 1982 3. Aufl. 2003  (ISBN 3-545-23105-4).